# Вајт кубе
Вајт кјуб (енгл. White Cube -„бела коцка“) је назив за галерије савремене уметности власника Џеремија Мајкла Џеја Џоплинга.
 Почев од 20. века је постало сасвим уобичајено, пре свега за савремену уметност њено приказивање у неутралном за боје- белом простору и добијање једне интеракције између архитектуре и уметничких дела. Последњих година је ова бела коцка постала контроверзна и многи уметници и архитекте сматрају да се ту у простору без икаквог посебног третмана у белом уметност не може доживети..